# Jüdische Gemeinde Stralsund
Die Geschichte der Jüdischen Gemeinde Stralsund begann im 13. Jahrhundert. Nach 1945 kam keine neue Gemeinde mehr zustande.
Juden waren in der deutschen Ostkolonisation aus dem Westen an die Ostsee gekommen, jedoch um 1500 weitgehend aus Stralsund vertrieben worden. Erst im 18. Jahrhundert siedelten sich wieder Juden in der Stadt an. Die Stralsunder Jüdische Gemeinde umfasste bis zu 170 Angehörige. Unter ihnen waren auch Mitglieder der Familien Wertheim und Tietz, deren Warenhauskonzerne Wertheim und Kaufhof ihren Ursprung in Stralsund hatten. Nachdem im Jahr 1943 die letzten Juden aus dem norddeutschen Stralsund in die Vernichtungslager deportiert wurden, scheiterte ein Versuch des Neuaufbaus einer jüdischen Gemeinde im Jahr 1947.

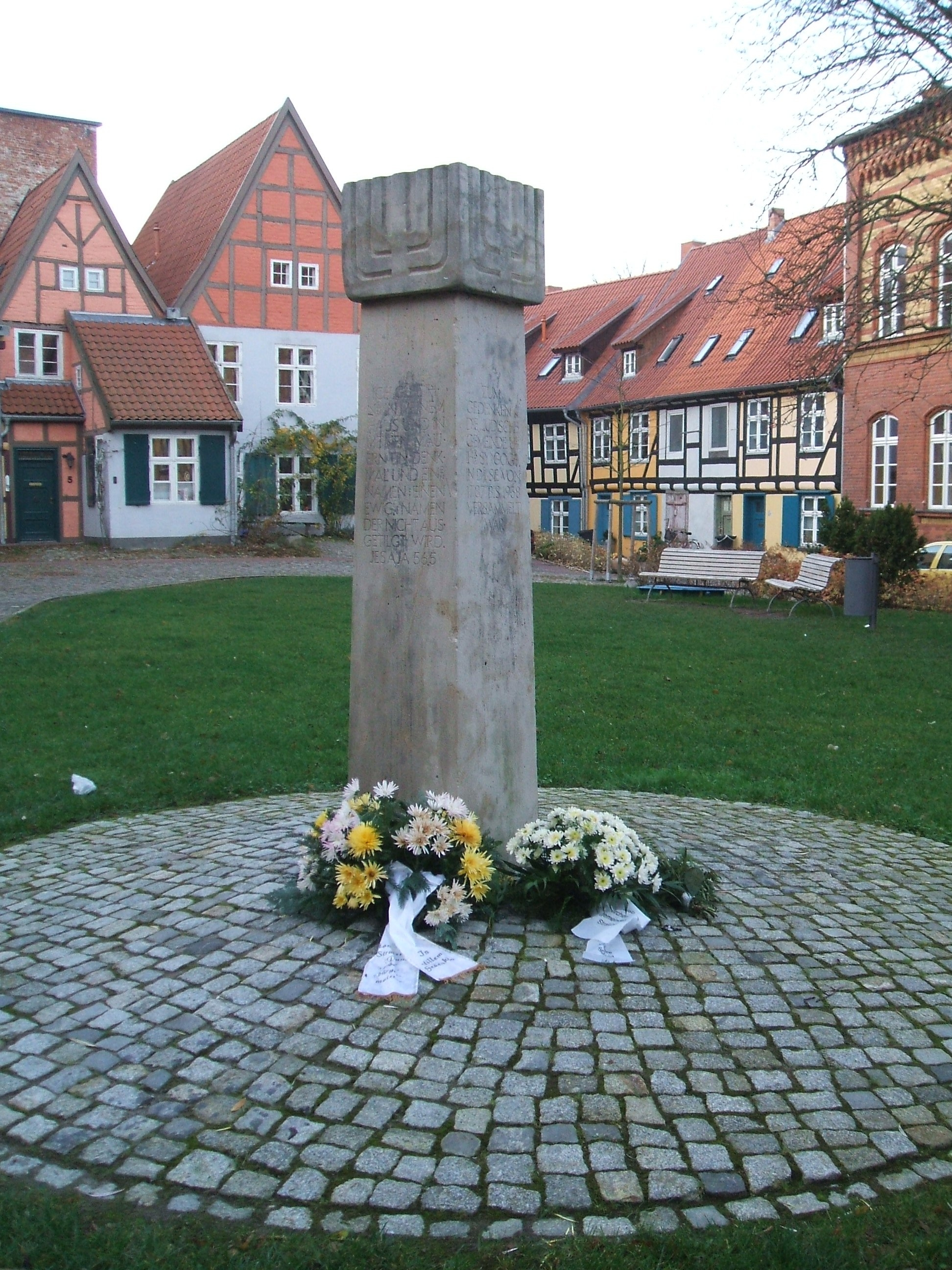
Die Judenstele im Johanniskloster

## Ansiedlung im 13. Jahrhundert
Mit den aus westlichen Gegenden stammenden deutschen Einwanderern, die im 13. Jahrhundert an die noch vorwiegend slawisch besiedelte Ostseeküste kamen, ließen sich auch die ersten Juden hier nieder. Im 1234 mit dem Lübischen Stadtrecht ausgestatteten Stralsund bewohnten sie aber nicht etwa ein Ghetto am Stadtrand, sondern ein Gebiet in der damaligen Neustadt; 1401 wird die Straße als Judenstraße erstmals urkundlich erwähnt. Im ältesten erhaltenen Stadtbuch Stralsunds werden Juden im Zusammenhang mit dem Kauf von Grundstücken in den Jahren 1282 und 1286 genannt.
Wahrscheinlich waren die Stralsunder Juden sozial recht gut gestellt. Sie betrieben unter anderem Trödelhandel und waren als Pfandleiher tätig. In einem Bekenntnis von Rittern und Knappen vom 17. August 1316, der Stadt Stralsund 8000 Mark wendisch zu schulden, verpflichten diese sich zur Rückzahlung in fünf Raten bar oder „durch Pfandstellung bei den Juden“. Ein ähnliches Bekenntnis aus dem Jahr 1319 nennt ebenfalls Juden als Pfandleiher.

## Schutz und Vertreibung
Während für die pommerschen Städte Stettin der Erwerb des Bürgerrechts durch Juden sowie in Greifswald die Baugenehmigung für Häuser nachgewiesen ist, lässt sich für Stralsund kein derartiger Nachweis finden. Jedoch galten die Juden sowohl in Greifswald als auch in Stralsund als angesessen. Sie genossen den Schutz des Landesherren aus dem rügenschen Fürstenhaus. Feindseligkeiten gegenüber Juden sind für diese Zeit nicht erkennbar. Selbst als die Juden in der Mitte des 14. Jahrhunderts in weiten Teilen Deutschlands für den Ausbruch der Pest verantwortlich gemacht, verfolgt und getötet wurden, blieben die Stralsunder Juden in Sicherheit: Chroniken, die das Herrschen der Pest recht eindringlich beschreiben, enthalten keinerlei Hinweise auf Pogrome in Stralsund.
In einer im Stadtarchiv Stralsund vorliegenden Urkunde baten Bürgermeister und Rat der Stadt Pasewalk im Jahr 1466 den Stralsunder Bürgermeister Matthias Darne um den Schutz eines Mose und eines weiteren Juden; bei Zuwiderhandlung sähen sie sich veranlasst, den Landesfürsten anzurufen.
1481 gewährte der Landesfürst den pommerschen Juden ein sechs Jahre währendes Privileg. Darin stellt der Herzog die Juden unter seinen ausdrücklichen Schutz; genannt werden Rechte und Pflichten der Juden. Danach konnten sie in den pommerschen Städten „bei Tag und Nacht Pfand nehmen“ und ihre Waren verkaufen, auch war ihnen die Ausübung ihrer rituellen Gebräuche gestattet.
Nach dem Sternberger Hostienschänderprozess von 1492 und dem anschließenden Judenpogrom, breitete sich in ganz Norddeutschland eine gewalttätige antisemitische Stimmung aus, die offenbar auch Stralsund erfasste.  Die Juden wurden aus Norddeutschland vertrieben. Nur wenige blieben und ließen sich taufen. Dass aber dieses Vorgehen keine Sicherheit bot, zeigt ein Schreiben des pommerschen Herzogs Ernst Ludwig aus dem Jahr 1571, in dem er den Stralsunder Rat anweist, einen Asmus Wegener wegen des von ihm begangenen Totschlags an einem Juden recht milde zu verurteilen.
Bis ins 18. Jahrhundert hinein ist den Chroniken nichts mehr über Juden in Stralsund zu entnehmen. Offenbar waren sie vollständig vertrieben worden.

## Neue jüdische Gemeinde ab dem 18. Jahrhundert in Schwedisch-Pommern
Im 18. Jahrhundert nennen die Chroniken dann wieder jüdische Bewohner in Stralsund. Diese Händler wurden als „Kriegslieferanten“ geduldet, unterlagen aber in Leben und Handel zahlreichen Einschränkungen und waren zudem stets von Ausweisung bedroht. Der aus Prag stammende Joseph Well, ein Branntweinbrenner mit etlichen Referenzen, kam 1708 nach Stralsund. Er erbat die Taufe und wechselte seinen Namen zu Carl Friedrich Christmann. Allerdings ging er schon bald wieder zur Synagoge und erbat darauf erneut die Taufe, woraufhin er ins Gefängnis gelangte. Dort bescheinigte ihm sein Aufseher überaus korrektes christliches Verhalten, dennoch wurde er bei seiner Entlassung aus der Haft am 17. Mai 1709 mit 30 Peitschenhieben durch den Scharfrichter gezüchtigt und auf ewig der Stadt verwiesen.
Auch andere Juden, die als Händler und als Fachleute in der Gold- und Silberverarbeitung tätig waren, wurden von einheimischen Kaufleuten als Konkurrenz gesehen und stark benachteiligt. 1710 nannte man die Juden in einem Zug mit ebenfalls unliebsamen Bettlern und Zigeunern, die gebrandmarkt und ausgewiesen werden sollten. Den Juden wurde verboten, ein Handwerk auszuüben oder mit Wolle, Fellen, Flachs, Honig und anderen Waren Handel zu betreiben.
1757 wurde in Stralsund eine Königliche Münzprägeanstalt („Münze“) eingerichtet. Die Direktoren der Münze baten die schwedische Regierung um Erlaubnis, „Israeliten“ einzustellen, die sie zur Beschaffung der Edelmetalle, dem Aufkauf alter Münzen und zum Stempelschneiden benötigten. Die Regierung in Stockholm galt nicht gerade als judenfreundlich, dennoch erhielten die „Münzjuden“ auf Antrag der Direktoren nicht nur die Beschäftigungserlaubnis, sondern auch einen Schutzbrief ausgestellt. Trotz Widerspruchs der einheimischen Bevölkerung und der Landstände, die in Schreiben daran erinnerten, dass die Landesgesetzgebung den Aufenthalt von Juden im Lande untersage, durften sich zwölf Juden in Stralsund ansiedeln. Dies kann als „Geburtsstunde“ der jüdischen Gemeinde in Stralsund angesehen werden.
Den zwölf „Münzjuden“ folgten andere, so dass die Gemeinde im Jahr 1765 37, im Jahr 1770 50–60, 1784 119 und 1800 170 Mitglieder hatte. Damit war Stralsund die Stadt in Vorpommern mit der höchsten Zahl jüdischer Einwohner. Als erste Gemeindevorsteher wurden 1774 Nathan Abraham und Abraham Hertz erwähnt. Am 30. März 1787 eröffneten die Juden ihre Synagoge in Stralsund.
Die Stralsunder Juden konnten nun auch einzeln Häuser erwerben. Ein gewisser Wohlstand war einigen von ihnen möglich; so nennt eine Statistik aus dem Jahr 1797 die Beschäftigung von Dienstmädchen in sieben von 30 konzessionierten jüdischen Familien. Weiterhin jedoch waren die Juden einer ständigen Diskriminierung ausgesetzt. Gerade beim Versuch, neue wirtschaftliche Strukturen zu schaffen, stand den jüdischen Unternehmern eine ablehnende Haltung seitens der der Tradition verhafteten Einheimischen gegenüber. Samuel Hertz musste seine 1778 errichtete Wollmanufaktur nach wenigen Jahren aufgeben, da Gewandschneider, Tuchmacher, Raschmacher und der Rat der Stadt ihn nach Kräften behinderten.

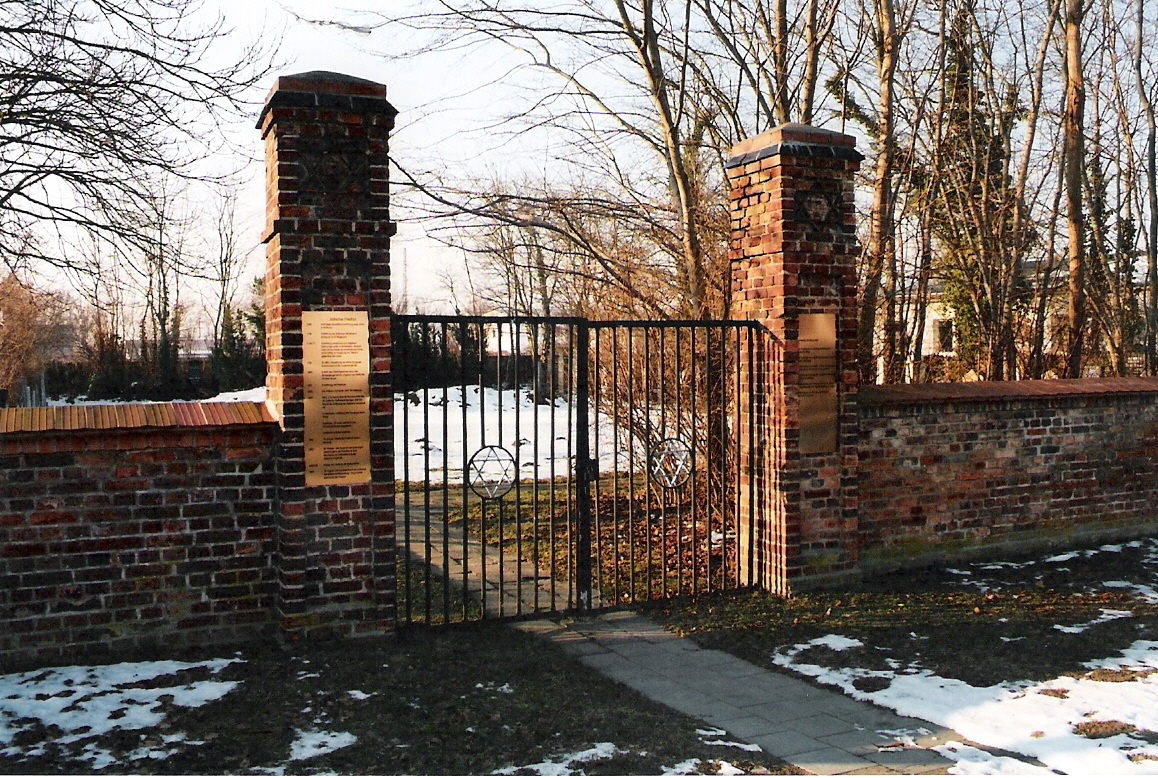
Jüdischer Friedhof in Stralsund

Selbst die Einrichtung eines jüdischen Friedhofs (hebr. בית עלמין „Beth Olamin“, „Haus der Ewigkeit“) wurde ihnen lange Zeit verweigert. Tote mussten in Sülze und Ribnitz in Mecklenburg bestattet werden; der beschwerliche und lange Weg dorthin machte es unmöglich, die Toten wie rituell vorgeschrieben am Folgetag zu bestatten. 1776 bat die jüdische Gemeinde „einen Hochedlen, Wohlgeborenen Rath“ um die Bereitstellung einer Begräbnisstätte, doch der Rat antwortete, von den Äckern und Weiden vor der Stadt könne nichts abgenommen werden. Schließlich bot der Gründer der Stralsunder Fayencenmanufaktur, Joachim Ulrich Giese, den Juden 1776 seinen Besitz in Niederhof als Begräbnisstätte, auch ohne amtliche Konzession. Die Familie Hertz war die erste, die hier einen Angehörigen (ihre Tochter) bestattete. Bis in die Mitte des 19. Jahrhunderts wurden hier mindestens 50 Juden bestattet.
Die Lage der jüdischen Stadtbewohner beschrieb der Chronist und Reformer Johann David von Reichenbach 1784 in seinen „Patriotischen Beyträgen zur Kenntniß und Aufnahme des Schwedischen Pommern“ so: „Zum Behuf der Münze und Armee zog man während des letzten Krieges einige Juden ins Land. Eine Ungewöhnlichkeit konnten sie uns nicht sein, denn schon im 13. Jahrhundert befanden sie sich hieselbst, und zahlreicher, wie dermalen. Inzwischen kaum war Friede, brauchte man sie nicht mehr: so sah man sie mit scheelen Augen an und hätte gern den Stab über sie gebrochen. Denn nicht einmal einen Begräbnisplatz fanden sie hier bei der Stadt, und sie hätten ihre Leichen den Vögeln preisgeben müssen, hätte ihnen der menschenfreundliche Kammerrat Giese nicht ein Revier von seinem Gute Niederhof eingeräumt.“

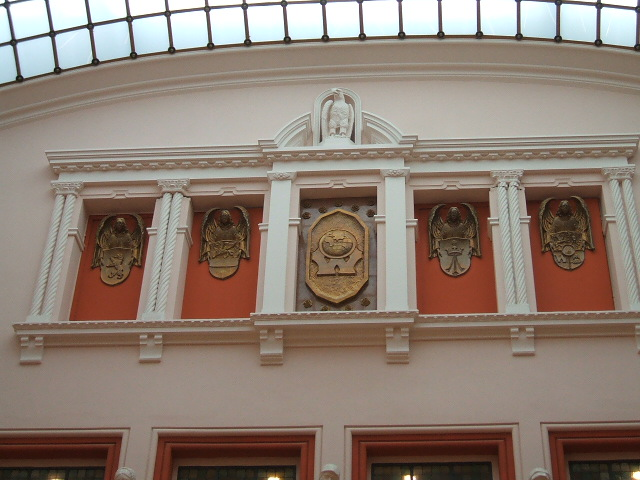
Detail im Wertheim-Kaufhaus Stralsund

## Preußische Zeit ab 1815
Durch den Wiener Kongress 1815 kam Vorpommern mit Stralsund zu Preußen. Den Juden war es auch unter der neuen Herrschaft untersagt, sich hier anzusiedeln oder Handel zu betreiben. In begrenzter Zahl wurden jedoch „nützlich“ erscheinende Juden weiter geduldet.
1850 konnte die jüdische Gemeinde ein Ackergrundstück an der Greifswalder Chaussee erwerben, das fortan als zweiter Friedhof diente.
Jüdische Kaufleute Stralsunds brachen in der zweiten Hälfte des 19. Jahrhunderts mit ihren Unternehmen bald in den deutschen und ausländischen Markt auf. Am 15. April 1852 eröffneten Abraham Wertheim und Theodor Wertheim in der Wasserstraße ein „Manufactur-Modewaren-Geschäft“, welches die Basis bildete für den Wertheim-Konzern. 1875 entstand das erste Wertheim-Kaufhaus von Abraham und Ida Wertheim, 1876 stiegen die Söhne Abraham Wertheims, Georg und Hugo, in das Geschäft mit ein, erweiterten die Produktpalette und führten ein Umtauschrecht, einheitliche Preise und die Möglichkeit, die Waren vor dem Kauf ausgiebig zu betrachten, ein. 1902 kauften die Wertheims in Stralsund die Grundstücke Ossenreyerstraße Nr. 8–10 und errichteten dort ein großes Kaufhaus, das 1903 eröffnet wurde. 1927 wurden auch noch die benachbarten Grundstücke Ossenreyerstraße Nr. 11 und 12 erworben. Leonhard Tietz übernahm am 14. August 1879 ein kleines Garn-, Knopf-, Posamentier- und Wollwarengeschäft und legte damit die Basis für den Konzern Kaufhof.

## Weimarer Republik und Nationalsozialismus
Die „Pommersche Zeitung“ hatte schon vor dem 1. April 1933 immer wieder zum von den Nationalsozialisten für diesen Tag geplanten Boykott jüdischer Geschäfte aufgerufen. An diesem Boykott beteiligten sich aber nur wenige Stralsunder. Damals bekannten sich 134 Stralsunder (80 Männer und 54 Frauen) zum Judentum. Mindestens 95 von ihnen verließen bis 1939 die Stadt; bei der Volkszählung 1939 wurden – nun nach nationalsozialistischer Definition – noch 62 Juden gezählt.
1934 benannte die Stadtverwaltung die Judenstraße auf Initiative der hier ansässigen NSDAP-Ortsgruppe in Jodestraße um. Nach der Hochzeit des Stralsunder Juden Heinz Cohn mit der als arisch geltenden Luice Genzen zogen SA-Männer vor dem Haus Cohns in der Frankenstraße Nr. 72 auf und störten die Feier; Cohn wurde in Schutzhaft genommen, ebenso David Mandelbaum, der auch mit einer "Arierin" verheiratet war. Die „Pommersche Zeitung“ berichtete darüber am Folgetag unter der Überschrift „Nachträgliches Hochzeitsständchen / Die Erregung der Volksgenossen macht sich Luft“ und schloss mit den Worten, die Juden gehörten nicht vor ein Standesamt, „sondern ganz woanders hin“.
Am 15. Oktober 1938 gab es in Stralsund noch 20 Geschäfte jüdischer Inhaber; die vier Juden polnischer Nationalität mussten ihre Geschäfte am 28. Oktober 1938 schließen und wurden zusammen mit ihren 18 Angehörigen in der Polenaktion ausgewiesen. Am 11. Mai 1939 meldete Oberbürgermeister Werner Stoll dem Gauleiter Schwede-Coburg in Stettin die Beendigung der „Abwicklung“ der jüdischen Betriebe. Eine vom Kaufmann Moses Lazarus Israel gegründete Stiftung, die unabhängig vom Glaubensbekenntnis Stipendien an junge Männer vergeben hatte, wurde am 7. November 1939 durch Beschluss Stolls mit einer den Nationalsozialisten nahestehenden Stiftung zusammengelegt und Juden ausdrücklich vom Genuss der Stiftung ausgeschlossen.
Am 9. November 1939 fand auf dem Alten Markt eine Vereidigung von SS-Angehörigen statt. Zuvor war im Stralsunder Theater eine Feier zum Gedenken an den Hitler-Putsch im November 1923 abgehalten worden. In der Nacht zum 10. November 1938, der Reichspogromnacht, zerstörten SA- und SS-Männer jüdische Geschäfte und Wohnungen und setzten die Synagoge in Brand. Das „Stralsunder Tageblatt“ schrieb dazu unter der Überschrift „Judenfeindliche Kundgebung in Stralsund“:
„Wie in anderen Orten der Provinz, kam es gestern auch in Stralsund zu spontanen Kundgebungen gegen die Juden. […] Gegen 5 Uhr morgens brach in der Synagoge in der Langenstraße Feuer aus. […] Bei verschiedenen jüdischen Geschäften wurden die Fensterscheiben zertrümmert. Zu Plünderungen oder Tätlichkeiten kam es dabei nicht. In den gestrigen Abendstunden bildeten sich wieder an verschiedenen Stellen der Stadt Menschenansammlungen, es kam zu erneuten Demonstrationen vor den jüdischen Geschäften. Im Laufe des Tages wurden etwa 30 Juden zu ihrer Sicherheit in Schutzhaft genommen, sie sind aber zum Teil schon wieder entlassen worden.“
Tatsächlich waren die Geschäfte sehr wohl geplündert worden. 20 der in Schutzhaft genommenen Juden kamen in das KZ Sachsenhausen, wo sie zwischen zwei und fünf Wochen blieben. Am 11. November veranstaltete die NSDAP auf dem Alten Markt eine Großkundgebung, auf der der Kreisleiter der NSDAP Beyer über das „Weltjudentum und seine roten und schwarzen Freunde“ sprach. Die „Pommersche Zeitung“ druckte die Rede ab und bemerkte zur Pogromnacht an:
„Wenn auch ein Großteil der Menschen wußte, um was es ging, so ist aber auch sicher, daß sehr viele auch heute noch immer nicht begreifen wollen, daß der Jude mit seinem ganzen Anhang der Krebsschaden eines Volkes ist. Leider mußten wir auch gestern und vorgestern in Stralsund erleben, daß hiesige Einwohner dieses Gesindel beschützten. Es ist eines Deutschen unwürdig, sich vor einen Juden zu stellen.“
Simon Lemke, Kantor der Synagogengemeinde, übergab am 29. November 1939 eine Liste mit 74 Namen Stralsunder Bürger jüdischen Glaubens. Die von den Nationalsozialisten um nach den Rassegesetzen als jüdisch geltende Bürger ergänzte Liste bildete die Basis der Liste für die späteren Deportationen. Auf der Grundlage einer geheimen Ermächtigung Hitlers vom Oktober 1939 wurden fünf Stralsunder Juden, die sich vorher in der Stralsunder Landesheilanstalt befanden, im Rahmen der so genannten Euthanasie ermordet.
Die weiter ansässigen Juden wurden immer schärfer verfolgt. Weit vor Beginn der reichsweiten Deportation deutscher Juden im Oktober 1941 erklärte Reinhard Heydrich am 30. Januar 1940 in einer Besprechung, dass er in Pommern aus „kriegswirtschaftlichen Gründen“ die Wohnungen der Juden für Volksdeutsche aus dem Baltikum freiräumen wolle. Zu einem Anfang 1940 zusammengestellten Transport von pommerschen Juden in das Ghetto Lublin gehörten auch mindestens 36 Stralsunder (33 Erwachsene und drei Kinder), die in der Nacht vom 12. auf den 13. Februar 1940 verhaftet und nach Stettin gebracht worden waren. Von den im Oktober 1938 registrierten 20 Geschäftsinhabern lebten am 29. April 1941 nur noch zwei in Stralsund, nur neun weitere Namen jüdischer Einwohner sind verzeichnet. Die fünf männlichen Juden wurden zur Zwangsarbeit verpflichtet. Im Herbst 1943 wurden sie zusammen mit der Familie Dorn (Edmund, Herta und ihre Tochter Eva) ins KZ Auschwitz gebracht. Bis auf einen, den Schneider Max Kotljarski, starben dort alle, unter ihnen auch der ehemalige Geschäftsführer des Kaufhauses von Leonhard Tietz, Isidor Lewkowitz. Einzig Kotljarski kehrte auch nach Stralsund zurück, die andere Überlebende, Flora Manthel, zog weg.

## Nach dem Zweiten Weltkrieg

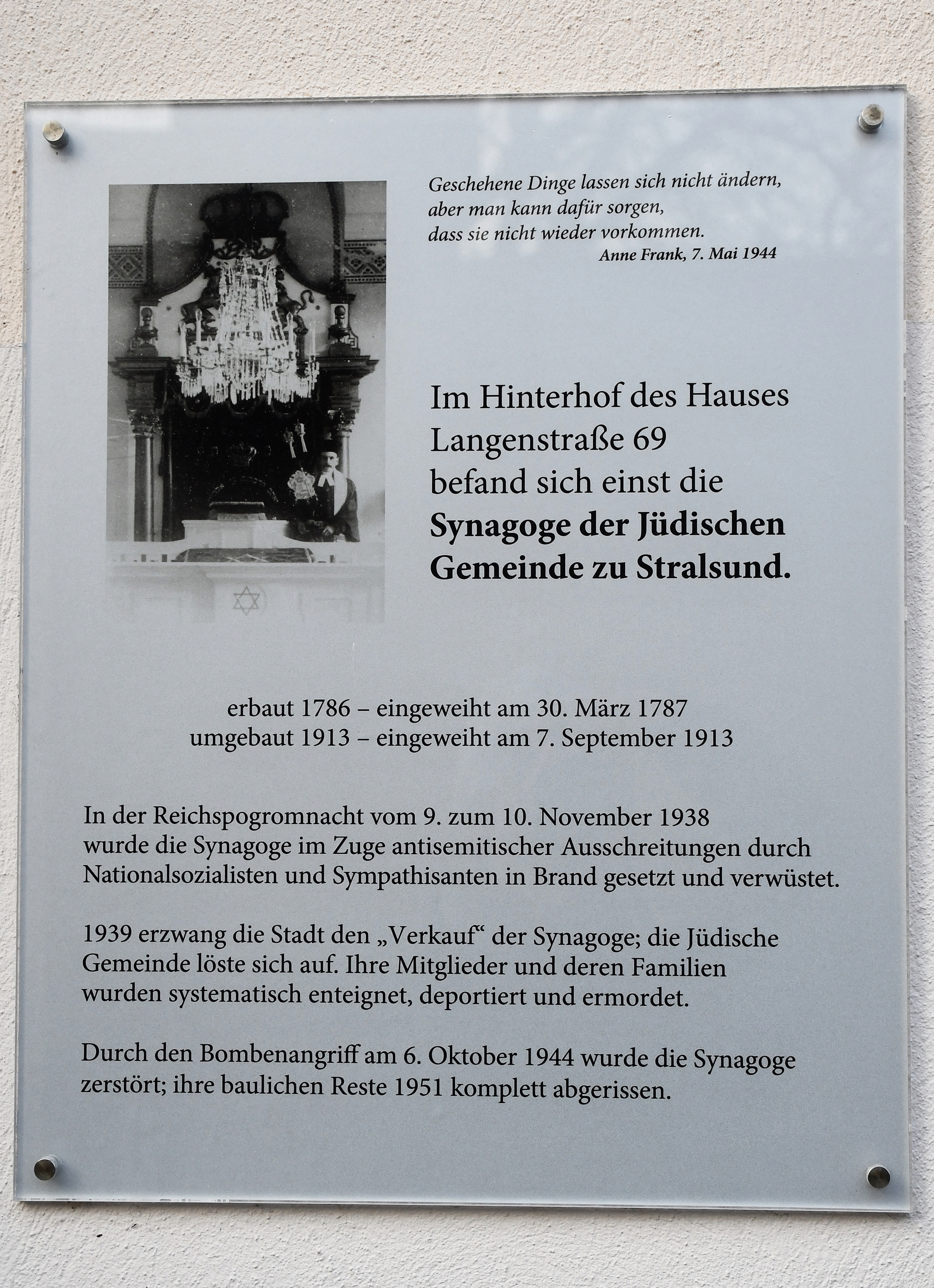
Erinnerungstafel in Stralsund, Langenstraße 69, mit Hinweis auf die zerstörte Synagoge der Jüdischen Gemeinde Stralsund

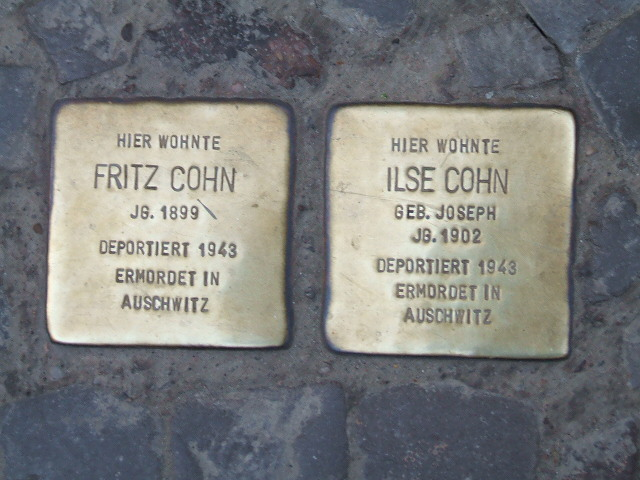
Stolpersteine Cohn

Am 2. September 1947 versammelten sich mit Zustimmung des Vizepräsidenten der Landesregierung, Gottfried Grünberg, 22 Juden in Stralsund, um eine neue Gemeinde für die Kreise Stralsund, Rügen, Usedom, Grimmen, Demmin, Greifswald, Anklam, Ückermünde und Randow mit Sitz in Stralsund zu gründen. Da jedoch keine zehn männlichen Juden anwesend waren, misslang dieses Vorhaben.

## Synagoge Stralsund
Am 30. März 1787 eröffneten die Juden ihre Synagoge an der Langenstraße Nr. 69, mit deren Bau im Vorjahr begonnen worden war. Sie bot zweihundert Menschen Platz und verfügte über eine Mikwe. Zur Finanzierung des Synagogenbaus hatten Juden in ganz Schwedisch-Pommern beigetragen.
1913 wurde die Synagoge völlig umgebaut. Zur Einweihung am 16. September 1913 wünschte Oberbürgermeister Ernst Gronow, „daß unsere jüdischen Mitbürger so wie bisher in dieser Stadt mit ihren christlichen Mitbürgern in Frieden und Eintracht leben mögen“.
In der Nacht zum 10. November 1938 zerstörten SA- und SS-Männer jüdische Geschäfte und Wohnungen und setzten die Synagoge in Brand, die so teilweise zerstört wurde. Der Stadtrat kaufte sie für 12.000 Reichsmark und übergab sie der Technischen Nothilfe zur Nutzung als Dienst- und Unterkunftsgebäude. Beim Bombenangriff auf Stralsund am 6. Oktober 1944 wurde das Gebäude schwer beschädigt und nicht wieder aufgebaut. Die Ruine wurde 1951 abgerissen.
Am 28. April 2009 wurde im Beisein der Bundeskanzlerin Angela Merkel und des Landesrabbiners William Wolff eine Erinnerungstafel an dem Gebäude angebracht, auf dessen Hof sich die Synagoge befand.

## Gedenken
An die Juden in Stralsund erinnern noch der Jüdische Friedhof an der Greifswalder Chaussee, die 1988 eingeweihte Judenstele sowie die Judenstraße in der historischen Altstadt. Seit dem Jahr 2006 wurden auch Stolpersteine verlegt.
Die Judenstele, die am 1. November 1988 in der Judenstraße/Ecke Apollonienmarkt eingeweiht worden war, wurde nach wiederholten Beschädigungen durch Schmierereien 1992 in den Hof des Johannisklosters umgesetzt.
In Yad Vashem ist der Name Stralsunds auf einer der Steintafeln im Tal der Gemeinden mit aufgeführt.